# Phyllostomus
Phyllostomus é um gênero de morcegos da família Phyllostomidae.

## Espécies
- Phyllostomus discolor Wagner, 1843
- Phyllostomus elongatus (É. Geoffroy, 1810)
- Phyllostomus hastatus (Pallas, 1767)
- Phyllostomus latifolius (Thomas, 1901)
- Referências

1. ↑  «Taxonomía del género Phyllostomus (Chiroptera: Phyllostomidae) en Colombia – Mastozoología Neotropical» (em espanhol). Consultado em 18 de janeiro de 2021